# Éthique animale

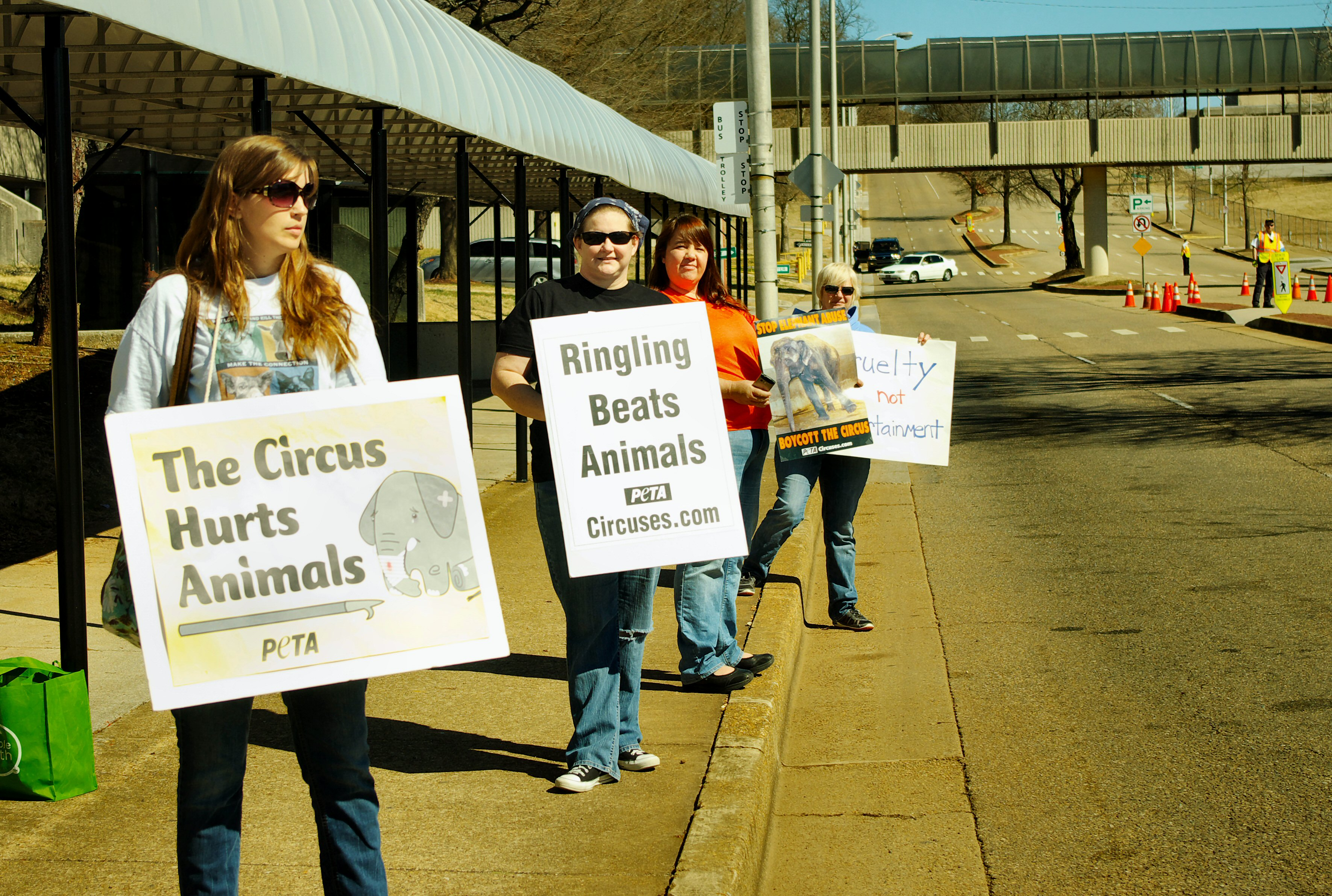
Manifestation PETA contre les cirques.

L'éthique animale est la branche de l'éthique qui étudie la responsabilité morale de l'espèce humaine à l’égard des autres animaux. Cette discipline se penche sur les jugements moraux qui peuvent être portés sur le traitement actuel des animaux et pose les questions de nos devoirs envers eux ainsi que de leurs éventuels droits.
Cette branche de cette discipline philosophique qu'est l'éthique aborde ainsi de nombreux sujets : les droits des animaux, le droit animal, le bien-être animal, la cognition animale, la conservation de la faune sauvage, la souffrance des animaux sauvages, le statut moral des animaux non humains, le concept de personnalité non humaine, l'anthropocentrisme, l'histoire de l'utilisation des animaux ainsi que des théories de la justice.
Plusieurs approches théoriques différentes sont proposées dans l'étude de ce domaine, suivant les différentes théories actuellement défendues en philosophie morale et politique,,. Il n'y a pas de théorie qui soit complètement acceptée en raison des différentes interprétations de ce que signifie l'éthique, mais certaines sont plus largement acceptées par la société, comme les droits des animaux et l'utilitarisme.

## Histoire
La mise en place d'une réglementation en expérimentation animale a été une étape fondamentale vers le développement de l'éthique animale, car c'est à ce moment que le concept a émergé en ces termes. Auparavant, ce concept était uniquement associé à la problématique des actes de cruauté, ce qui n'a changé qu'à la fin du 20e siècle, lorsqu'il s'est avéré que les utilisations des animaux avaient changé. La loi américaine de 1966 sur le bien-être animal (Animal Welfare Act of 1966) a tenté de s'attaquer aux problèmes de l'expérimentation animale.

## Théories éthiques
La pensée éthique a influencé la façon dont la société perçoit l'éthique animale d'au moins trois façons. D'une part, l'émergence initiale de l'éthique animale à propos de la manière dont les animaux devraient être traités. Deuxièmement, l'évolution de l'éthique animale au fur et à mesure que les gens ont commencé à se rendre compte que cette idéologie n'était pas aussi simple que celle proposée initialement. Enfin, elle l'influence à travers les défis auxquels les humains sont confrontés dans le cadre de cette éthique : cohérence de la morale et justification de certains cas.

### Conséquentialisme
Le conséquentialisme est un ensemble de théories éthiques qui jugent le bien-fondé ou le mal d'une action sur ses conséquences : schématiquement, si les actions apportent plus de bien que de mal, elles sont bonnes, et si elles apportent plus de mal que de bien, elles sont mauvaises. Une des théories du conséquentialisme les plus connues est l'utilitarisme.
La publication du livre de Peter Singer, La Libération animale en 1975, a suscité un vif intérêt et lui a fourni une plate-forme pour s'exprimer sur les droits des animaux. En raison de l'attention particulière qu'il a reçue, ses opinions ont été les plus accessibles et sont donc les mieux connues du grand public. Il soutient la théorie de l'utilitarisme, qui est encore une base controversée mais très utilisée pour encadrer l'expérimentation animale. Cette théorie affirme qu'« une action est juste si et seulement si elle produit un meilleur équilibre des bénéfices et des préjudices que les actions alternatives disponibles », ainsi, cette théorie détermine si quelque chose est juste en évaluant le rapport entre le plaisir et la souffrance du résultat de cette chose. Elle ne s'intéresse pas au processus, seulement au poids de la conséquence, et tandis que la théorie du conséquentialisme suggère si une action est mauvaise ou bonne, l'utilitarisme se concentre uniquement sur le bénéfice du résultat. Bien que cela puisse être appliqué à certaines recherches sur les animaux et à l'élevage pour l'alimentation humaine, plusieurs défauts de cette théorie ont été soulevés.

### Déontologie
Le déontologisme est une théorie éthique qui évalue les actions morales en se basant uniquement sur l'accomplissement de son devoir, et non pas sur les conséquences de ses actions. Cela signifie que s'il est de votre devoir d'accomplir une tâche, il est moralement juste de l'accomplir, quelles qu'en soient les conséquences, et si vous manquez à votre devoir, vous avez tort moralement. Il existe de nombreux types de théories déontologiques, cependant, la plus communément connue est souvent associée à Emmanuel Kant.
Cette théorie éthique peut être mise en œuvre depuis des parties adverses, par exemple, un chercheur peut penser qu'il est de son devoir de faire souffrir un animal pour trouver un remède à une maladie qui affecte des millions d'humains, ce qui, selon la déontologie, est moralement correct. Tandis que d'un autre côté, un activiste de la cause animale pourrait penser que sauver ces animaux d'expérimentation est son devoir, créant ainsi une contradiction. Un autre aspect contradictoire de cette théorie est lorsqu'un individu doit choisir entre deux devoirs moraux, par exemple si un activiste de la cause animale devrait décider s'il doit mentir sur l'endroit où se trouve un poulet échappé d'un élevage, ou s'il doit dire la vérité et condamner le poulet. Mentir est immoral, mais condamner un poulet l'est aussi.
Un défaut mis en évidence dans la théorie de Kant est qu'elle ne s'appliquait pas aux animaux non humains, mais uniquement aux humains. Cette théorie s'oppose à l'utilitarisme en ce sens qu'au lieu de se préoccuper de la conséquence, elle se concentre sur le devoir.

### Éthique de la vertu
L'éthique de la vertu ne se fonde ni les conséquences ni si sur le devoir d'une action, mais sur l'acte de se comporter comme une personne vertueuse. Elle revient ainsi à se demander si une action provient d'une personne vertueuse ou d'une personne vicieuse. Si elle provient d'une personne vertueuse, on dit que c'est moralement juste, et si elle provient d'une personne vicieuse, on dit que c'est un comportement immoral. Une personne vertueuse possède des qualités telles que le respect, la tolérance, la justice et l'égalité. Un avantage de cette théorie sur les autres, est qu'elle prend en compte les émotions humaines, affectant la décision morale, ce qui est absent dans les deux autres théories. Cependant, un inconvénient est que les opinions des gens sur une personne vertueuse sont très subjectives et peuvent donc affecter considérablement la boussole morale de la personne. Avec ce problème sous-jacent, cette théorie éthique ne peut pas être appliquée à tous les cas.

## Élevage intensif

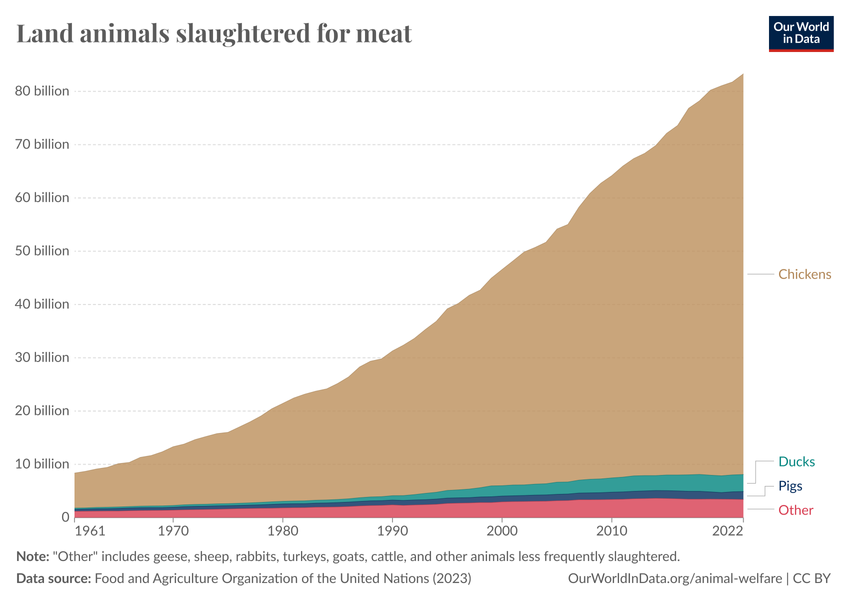
Plus de 80 milliards d'animaux terrestres sont abattus pour leur viande chaque année, principalement des poulets,.

En 2023, environ 74 % de tout le bétail terrestre est élevé de manière intensive. En France, près de 80% des animaux proviennent d'élevages intensif, 60% des animaux étant concentrés dans 3% des élevages.
L'élevage intensif se caractérise par une forte densité d'animaux confinés, et présente une série de problèmes, notamment :
- Méthodes de confinement : De nombreux animaux sont maintenus dans des cages avec un espace limité pour bouger. Par exemple, les truies gestantes sont souvent gardées dans des cages de gestation si petites qu'elles ne peuvent pas se retourner[17].
- Agressivité : Dans des environnements à forte densité et manquant de stimulation intellectuelle, les animaux ont tendance à devenir agressifs, pratiquant parfois même le cannibalisme[18].
- Mutilations : Ces procédures visent souvent à réduire l'agressivité dans ces environnements et sont généralement réalisées sans anesthésie. Par exemple, le bec des poules est taillé[19], et les porcelets se font souvent épointer les dents, couper la queue, et castrer[20],[21]. La coupe systématique des queues est considérée comme une pratique traumatisante pour les porcs, et est interdite en Europe, mais cette interdiction est généralement ignorée, notamment en France[20].

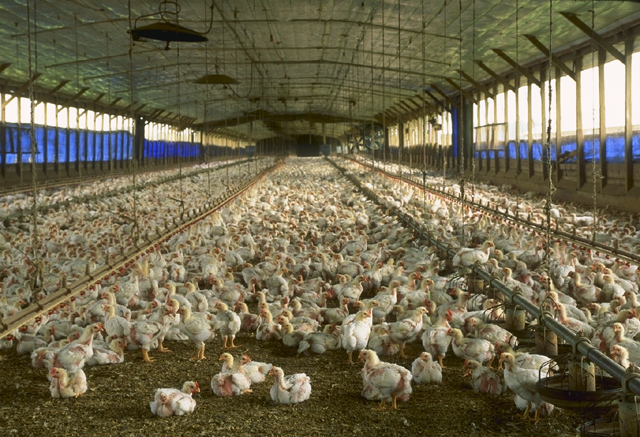
Un élevage intensif de poulets.

- Un élevage intensif de poulets.Sélection génétique : Les animaux d'élevage sont généralement sélectionnés génétiquement pour accroître leur productivité. Par exemple, les poulets peinent souvent à marcher à cause de leur poids anormal, ce qui peut également entraîner des problèmes cardiaques et pulmonaires[22],[23].
- Maladies : Le manque de diversité génétique et la densité de confinement des animaux peuvent favoriser la propagation de maladies, dont certaines peuvent également être transmises aux humains[24].
- Insémination artificielle : Les animaux sont fréquemment inséminés artificiellement, un processus réalisé par des humains et parfois qualifié de « viol »[25].
- Séparations précoces des mères[25]
- Stress[25]

Malgré leur grand nombre, le bien-être des animaux d'élevage est relativement ignoré. Les espèces qui semblent plus différentes des humains, comme les poissons ou les insectes, sont souvent particulièrement négligées,.
L'élevage intensif est parfois décrit comme l'une des pires catastrophes morales de l'histoire,. Selon Jacy Reese Anthis, même les fermes considérées comme ayant un bien-être élevé présentent généralement de graves problèmes de bien-être, notamment en raison de la sélection génétique. Il soutient que des fermes animales véritablement éthiques seraient inabordables pour les consommateurs. Des mouvements comme les « omnivores consciencieux » s'opposent à l'élevage intensif, mais pas à tous les types d'élevage animal. Peter Singer suggère que même pour un végétalien, il existe quelques exceptions comme les huîtres, qui sont acceptables d'un point de vue éthique car elles ne peuvent pas souffrir et leur élevage est écologiquement durable.
Une solution proposée pour réduire la souffrance des animaux d'élevage est de développer des alternatives végétales et cultivées aux produits animaux,.

### Insectes
Il y a eu relativement peu d'études cherchant à déterminer si les insectes sont sentients et ont la capacité de souffrir. Les insectes continuent souvent leurs comportements normaux d'alimentation et de reproduction après des blessures graves. Cependant, ils montrent des réactions aversives à d'autres stimuli, comme la chaleur. Des études sur les abeilles ont notamment montré plusieurs marqueurs de sentience, comme la capacité à éviter stratégiquement les menaces ou situations dangereuses à moins que la récompense ne soit significative.
L'industrie de l'élevage d'insectes, en pleine expansion, est souvent présentée comme une solution à la dégradation environnementale causée par l'élevage traditionnel. Cependant, une partie importante des cultures destinées aux insectes est comestible pour les humains, et les insectes d'élevage sont souvent nourris au bétail plutôt qu'aux humains, augmentant ainsi l'inefficacité. En 2023, plus d'un trillion d'insectes étaient élevés annuellement, avec peu ou pas de normes formelles en matière de bien-être, laissant les entreprises définir leurs propres pratiques.

## Lien avec l'éthique environnementale
Des conceptions différentes du traitement et des devoirs envers les animaux, en particulier ceux qui vivent à l'état sauvage, peuvent s'opposer entre l'éthique animale et l'éthique environnementale. Elles ont été une source de conflit, certains philosophes ont fait valoir que les deux positions sont incompatibles tandis que d'autres ont soutenu que de tels désaccords peuvent être surmontés.